# Parafia św. Wojciecha w Kwidzynie
Parafia Świętego Wojciecha w Kwidzynie – rzymskokatolicka parafia położona w diecezji elbląskiej, w Dekanacie Kwidzyn-Zatorze. Obejmuje swym zasięgiem Osiedle Nad Liwą i Zacisze w Kwidzynie. Utworzona 18 lutego 1995. Mieści się przy ulicy Sportowej.